# Weylkrümmungshypothese
Die Weylkrümmungshypothese (benannt nach Hermann Weyl), die im Rahmen der Anwendung von Albert Einsteins Allgemeiner Relativitätstheorie in der Kosmologie auftritt, wurde im Jahre 1979 von dem britischen Mathematiker und theoretischen Physiker Sir Roger Penrose in einem Artikel vorgeschlagen, welcher Erklärungen für zwei grundlegende Probleme in der Physik zu geben versucht. Einerseits würde man gerne verstehen, warum unser Universum auf den größten zugänglichen Beobachtungsskalen bemerkenswert räumlich homogen und isotrop erscheint (und somit mathematisch durch ein einfaches Friedmann-Lemaître-Modell beschrieben werden kann), andererseits soll damit die fundamentale Frage nach dem Ursprung des Zweiten Hauptsatzes der Thermodynamik angesprochen werden.
Penroses Ansicht nach hängt eine Beantwortung dieser Fragen tief mit dem Konzept eines Entropieinhaltes von Gravitationsfeldern zusammen. Nahe der kosmologischen Anfangssingularität (dem Urknall), schlägt er vor, soll der Entropieinhalt des kosmologischen Gravitationsfeldes extrem niedrig gewesen sein (verglichen mit Werten, die theoretisch möglich gewesen wären), und begann anschließend monoton anzusteigen. Dieser Prozess äußerte sich beispielsweise in der Formation von Strukturen durch das Zusammenklumpen von Materie, unter Bildung von Galaxien und Galaxienhaufen. Penrose verbindet den anfänglich sehr niedrigen Entropieinhalt des Universums mit einem effektiven Verschwinden des Weylkrümmungstensors des kosmologischen Gravitationsfeldes nahe dem Urknall. Danach, so vermutet er, nahm der dynamische Einfluss der Weylkrümmung stetig zu, weshalb diese verantwortlich ist für ein globales Anwachsen der Entropiemenge im Universum. In Konsequenz wird ein kosmologischer Zeitpfeil induziert.
Die Weylkrümmung repräsentiert solche Gravitationseffekte wie Gezeitenfelder und Gravitationsstrahlung. Mathematisch wurden Penroses Ideen zur Weylkrümmungshypothese im Rahmen von so genannten isotropen kosmologischen Anfangssingularitäten diskutiert. Penrose sieht die Weylkrümmungshypothese als eine physikalisch überzeugendere Alternative zur kosmischen Inflation an (einer hypothetischen Phase von beschleunigter Expansion des jungen Universums), um die heute zu beobachtende annähernd vollständige räumliche Homogenität und Isotropie des Universums zu erklären.